# Long John Baldry (album)
Long John Baldry è il decimo album di Long John Baldry, pubblicato nel 1980.

## Tracce
1. Savoir Faire (DeVille)
2. Mixed Up, Shook Up Girl
3. Love Me Two Times (Robbie Krieger)
4. Work for Me
5. Any Day Now (Bacharach, Hilliard)
6. Morning Dew (Dobson, Rose)
7. Run Johnny Run (Roussel, Simon)
8. You're Good with Your Love (Schwartz)
9. I Want You, I Love You (Zwol)
10. Love Is a Killer (Rogov)

## Musicisti
- Long John Baldry - voce
- Kathi McDonald - voce
- Marc Gendel - chitarra
- Stacy Heydon - chitarra
- Bernie Labarge - chitarra
- Alan Murphy - chitarra
- Ron Garant - basso
- Rick Gratton - batteria
- Robert Guseus - piano
- Jakob Magnusson - sintetizzatore
- Dick Heckstall-Smith - percussioni
- Bruce Gregg - fiati
- Richard Morrison - tromba
- Dave Norris - tromba